# Ślepe Jeziorka
Ślepe Jeziorka – niewielkie, zarastające jeziora w Augustowie w woj. podlaskim.
Spis wód stojących, opracowany przez Komisję Nazw Miejscowości i Obiektów Fizjograficznych, kwalifikuje obiekty jako stawy.
Jeziora położone są ok. 5 km na wschód od centrum miasta, w Puszczy Augustowskiej, w pobliżu drogi leśnej łączącej drogę krajową nr 16 z Sajenkiem. Należą do jezior zarastających, określanych na Suwalszczyźnie jako suchary. Leżą w krętej, zatorfionej niecce, prawdopodobnie zajmowanej w przeszłości przez jedno większe jezioro. Długość jeziorek to ok. 150-190 m, zaś szerokość ok. 50 m.